# Politique dans le Haut-Rhin
Le département français du Haut-Rhin est un département créé le 4 mars 1790 en application de la loi du 22 décembre 1789, à partir de l'ancienne provinces d'Alsace. Les 366 communes actuelles, dont presque toutes sont regroupées en intercommunalités, sont organisées en 23 cantons permettant d'élire les conseillers alsaciens. La représentation dans les instances régionales est quant à elle assurée par 36 conseillers régionaux. Le département est également découpé en 6 circonscriptions législatives, et est représenté au niveau national par six députés et quatre sénateurs.
Entre 1871 et 1919, son territoire s'est réduit à l'arrondissement de Belfort sous le nom d'« Arrondissement subsistant du Haut-Rhin ». La majeure partie du département, ainsi qu'entre 1940 et 1945, a appartenu à l'Allemagne.

## Histoire politique
À la suite de guerre de 1870-1871 et traité de Francfort, seul l'arrondissement de Belfort reste français, demeure l'« Arrondissement subsistant du Haut-Rhin ». Un puis deux députés sont élus jusqu'en 1919 où il devient un département distinct, le Territoire de Belfort. La partie devenue allemande est intégrée dans le territoire impérial d'Alsace-Lorraine.
De 1945 à 2015, la droite a remporté chacune des élections cantonales visant à élire le Conseil départemental du Haut-Rhin. En 2021, la collectivité fusionne avec son homologue du Bas-Rhin et est remplacée par le Conseil départemental d'Alsace.

## Représentation politique et administrative

### Préfets et arrondissements

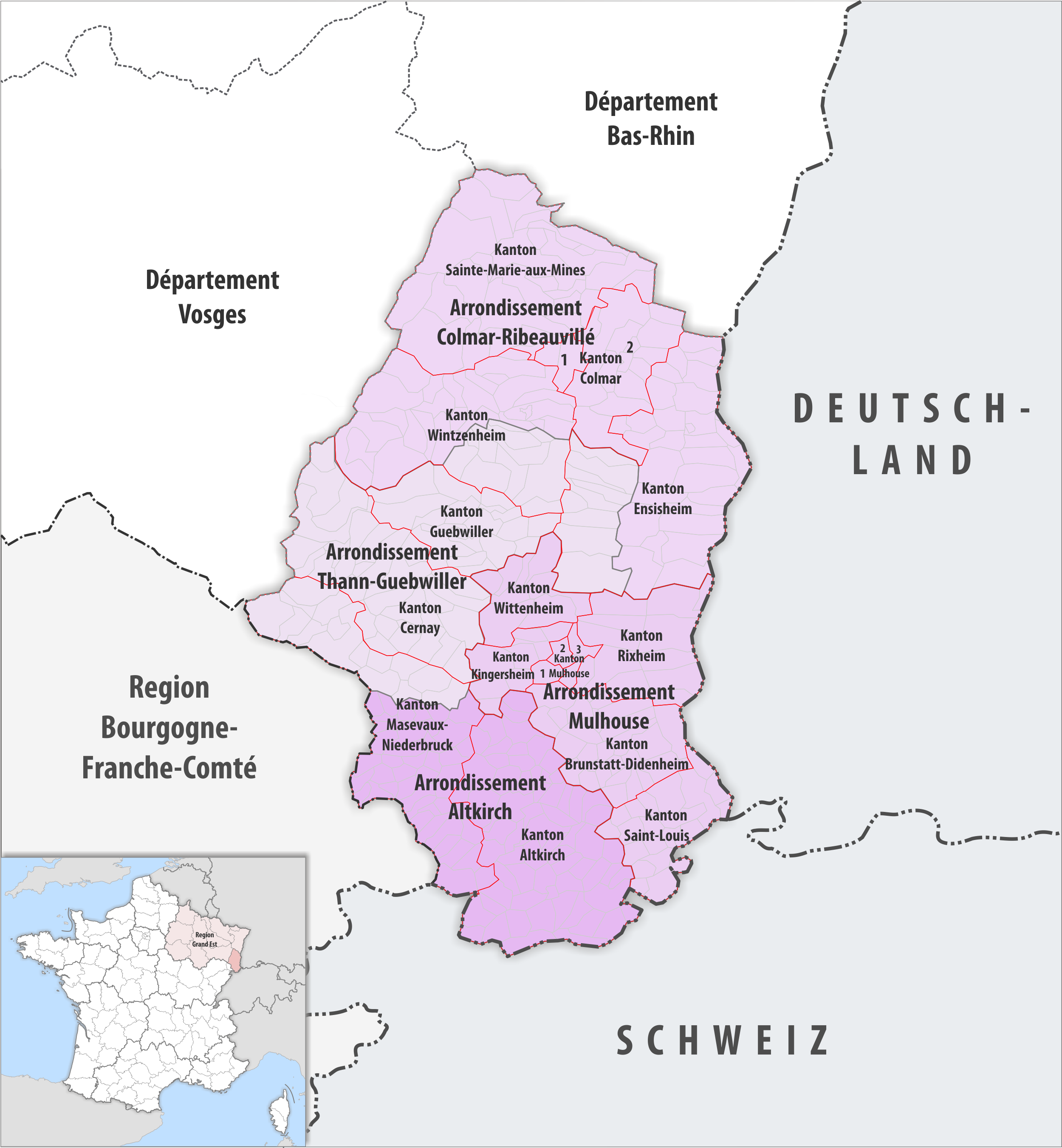
Arrondissements et cantons

La préfecture du Haut-Rhin est localisée à Colmar. Le département possède en outre trois sous-préfectures à Altkirch, Mulhouse et Thann.

### Députés et circonscriptions législatives

Circonscriptions et affiliations à l'issue des élections de 2024.

| Circ. | Nom                    |  | Parti | Groupe                             | Suppléant                    |
| ----- | ---------------------- |  | ----- | ---------------------------------- | ---------------------------- |
| 1re   | Brigitte Klinkert      |  | RE    | Ensemble pour la République        | Marc Bouché                  |
| 2e    | Hubert Ott             |  | MoDem | Les Démocrates                     | Marie-Paule Gay              |
| 3e    | Didier Lemaire         |  | HOR   | Horizons et indépendants           | Séverine Weider-Niglis       |
| 4e    | Raphaël Schellenberger |  | LR    | Non-inscrit                        | Karine Pagliarulo            |
| 5e    | Olivier Becht          |  | RE    | Ensemble pour la République (app.) | Charlotte Goetschy-Bolognese |
| 6e    | Bruno Fuchs            |  | MoDem | Les Démocrates                     | Corinne Pommier              |

### Sénateurs
| Nom                  |  | Parti | Groupe                                                      | Autres mandats (passés ou actuels) |
| -------------------- |  | ----- | ----------------------------------------------------------- | ---------------------------------- |
| Christian Klinger    |  | LR    | Les Républicains                                            |                                    |
| Sabine Drexler       |  | DVD   | Les Républicains                                            |                                    |
| Patricia Schillinger |  | RE    | Rassemblement des démocrates, progressistes et indépendants |                                    |
| Ludovic Haye         |  | Agir  | Rassemblement des démocrates, progressistes et indépendants |                                    |

### Conseillers départementaux

Cantons et affiliations à l'issue des élections de 2021.

| Canton                 | Conseiller Sortant    | Parti | Parti | Conseiller Élu         | Parti | Parti |
| ---------------------- | --------------------- | ----- | ----- | ---------------------- | ----- | ----- |
| Altkirch               | Sabine Drexler        |       | DVD   | Sabine Drexler         |       | DVD   |
| Altkirch               | Nicolas Jander        |       | UDI   | Nicolas Jander         |       | UDI   |
| Brunstatt-Didenheim    | Daniel Adrian         |       | DVD   | Daniel Adrian          |       | DVD   |
| Brunstatt-Didenheim    | Bernadette Groff      |       | UDI   | Nicole Beha            |       | DVD   |
| Cernay                 | Annick Luttenbacher   |       | LR    | Annick Luttenbacher    |       | LR    |
| Cernay                 | Pascal Ferrari        |       | DVD   | Raphaël Schellenberger |       | LR    |
| Colmar-1               | Martine Dietrich      |       | LR    | Martine Dietrich       |       | LR    |
| Colmar-1               | Yves Hemedinger       |       | LR    | Yves Hemedinger        |       | LR    |
| Colmar-2               | Brigitte Klinkert     |       | LREM  | Brigitte Klinkert      |       | LREM  |
| Colmar-2               | Éric Straumann        |       | LR    | Éric Straumann         |       | LR    |
| Ensisheim              | Michel Habig          |       | LR    | Joseph Kammerer        |       | LR    |
| Ensisheim              | Betty Muller          |       | DVD   | Carole Elmlinger       |       | DVD   |
| Guebwiller             | Alain Grappe          |       | LR    | Francis Kleitz         |       | UDI   |
| Guebwiller             | Karine Pagliarulo     |       | LR    | Karine Pagliarulo      |       | LR    |
| Kingersheim            | Vincent Hagenbach     |       | UDI   | Vincent Hagenbach      |       | DVD   |
| Kingersheim            | Josiane Mehlen-Vetter |       | UDI   | Fabienne Zeller        |       | DVD   |
| Masevaux-Niederbruck   | Fabienne Orlandi      |       | DVD   | Isabelle Hector-Butz   |       | LR    |
| Masevaux-Niederbruck   | Rémy With             |       | DVD   | Maxime Beltzung        |       | LR    |
| Mulhouse-1             | Alain Couchot         |       | LR    | Alain Couchot          |       | LR    |
| Mulhouse-1             | Catherine Rapp        |       | LR    | Catherine Rapp         |       | LR    |
| Mulhouse-2             | Fatima Jenn           |       | LREM  | Fatima Jenn            |       | LREM  |
| Mulhouse-2             | Philippe Trimaille    |       | UDI   | Bruno Fuchs            |       | MoDem |
| Mulhouse-3             | Lara Million          |       | DVD   | Lara Million           |       | DVD   |
| Mulhouse-3             | Marc Schittly         |       | LR    | Jean-Luc Schildknecht  |       | DVD   |
| Rixheim                | Patricia Bohn         |       | DVD   | Patricia Bohn          |       | DVD   |
| Rixheim                | Marc Munck            |       | DVD   | Marc Munck             |       | DVD   |
| Saint-Louis            | Max Delmond           |       | UDI   | Thomas Zeller          |       | LR    |
| Saint-Louis            | Pascale Schmidiger    |       | LR    | Pascale Schmidiger     |       | LR    |
| Sainte-Marie-aux-Mines | Pierre Bihl           |       | LR    | Pierre Bihl            |       | LR    |
| Sainte-Marie-aux-Mines | Émilie Helderlé       |       | DVD   | Émilie Helderlé        |       | DVD   |
| Wintzenheim            | Monique Martin        |       | DVD   | Monique Martin         |       | DVD   |
| Wintzenheim            | Lucien Muller         |       | LR    | Lucien Muller          |       | LR    |
| Wittenheim             | Marie-France Vallat   |       | DVG   | Marie-France Vallat    |       | DVG   |
| Wittenheim             | Pierre Vogt           |       | DVG   | Pierre Vogt            |       | DVG   |

### Conseillers régionaux d'Alsace (67 et 68)
Présidence : Jean Rottner (Haut-Rhin)
|            | Parti                    | Siège |
| ---------- | ------------------------ | ----- |
| Majorité   |                          |       |
|            | LR-UDI-LC-MR-URL-LMR     | 30    |
| Opposition |                          |       |
|            | RN-CNIP-DR-LDP-PL-LAF    | 11    |
|            | LREM-TdP-MoDem-Agir      | 11    |
|            | EÉLV-PS-PCF-CÉ-GÉ-MdP-ND | 9     |

### Maires

Carte des 514 communes du Haut-Rhin au 1er janvier 2022.

| Commune             | Maire                 |  | Parti | Élection | Population (2021) |
| ------------------- | --------------------- |  | ----- | -------- | ----------------- |
| Brunstatt-Didenheim | Antoine Viola         |  | DVD   | 2018     | 8 176             |
| Cernay              | Michel Sordi          |  | LR    | 1995     | 11 737            |
| Colmar              | Éric Straumann        |  | LR    | 2020     | 67 360            |
| Guebwiller          | Francis Kleitz        |  | UDI   | 2014     | 11 090            |
| Illzach             | Jean-Luc Schildknecht |  | DVD   | 2014     | 15 115            |
| Kingersheim         | Laurent Riche         |  | DVG   | 2020     | 13 265            |
| Mulhouse            | Michèle Lutz          |  | LR    | 2017     | 104 924           |
| Pfastatt            | Francis Hillmeyer     |  | UDI   | 1995     | 10 275            |
| Riedisheim          | Loïc Richard          |  | DVC   | 2020     | 12 154            |
| Rixheim             | Rachel Baechtel       |  | LR    | 2020     | 14 125            |
| Saint-Louis         | Pascale Schmidiger    |  | LR    | 2020     | 22 530            |
| Wittelsheim         | Yves Goepfert         |  | DVD   | 2014     | 10 364            |
| Wittenheim          | Antoine Homé          |  | PS    | 2002     | 15 491            |

### Présidents d'intercommunalités

#### Communautés d'agglomérations
| Intercommunalité              | Président            | Parti | Parti | Fonctions municipales |
| ----------------------------- | -------------------- | ----- | ----- | --------------------- |
| Mulhouse Alsace Agglomération | Fabian Jordan        |       | UDI   | Maire de Berrwiller   |
| Colmar Agglomération          | Éric Straumann       |       | LR    | Maire de Colmar       |
| Saint-Louis Agglomération     | Jean-Marc Deichtmann |       | DVD   | Maire de Huningue     |

#### Communautés de communes
| Intercommunalité                                                  | Président          | Parti | Parti | Fonctions municipales            |
| ----------------------------------------------------------------- | ------------------ | ----- | ----- | -------------------------------- |
| Communauté de communes Pays de Rouffach, Vignobles et Châteaux    | Jean-Pierre Toucas |       | LR    | Maire de Rouffach                |
| Communauté de communes de la vallée de Kaysersberg                | Jean-Marie Muller  |       | UDI   | Maire de Lapoutroie              |
| Communauté de communes du pays de Ribeauvillé                     | Umberto Stamile    |       | LR    | Maire de Guémar                  |
| Communauté de communes de la vallée de Munster                    | Norbert Schickel   |       | DVD   | Maire d'Eschbach-au-Val          |
| Communauté de communes de la Vallée de Saint-Amarin               | François Tacquard  |       | DVG   | Adjoint au maire de Storckensohn |
| Communauté de communes de la région de Guebwiller                 | Marc Jung          |       | DVD   | Maire d'Issenheim                |
| Communauté de communes du Val d'Argent                            | Claude Abel        |       | DVD   | Maire de Sainte-Marie-aux-Mines  |
| Communauté de communes du Centre Haut-Rhin                        | Michel Habig       |       | LR    | Maire d'Ensisheim                |
| Communauté de communes de la Vallée de la Doller et du Soultzbach | Laurent Lerch      |       | UDI   | Maire de Masevaux-Niederbruck    |
| Communauté de communes de Thann-Cernay                            | Romain Luttringer  |       | UDI   | Maire de Thann                   |
| Communauté de communes du Pays Rhin-Brisach                       | Gérard Hug         |       | UDI   | Maire de Biesheim                |
| Communauté de communes de la Porte d'Alsace-Largue                | Pierre Schmitt     |       | DVD   | Maire d'Eglingen                 |
| Communauté de communes du Sundgau                                 | Michel Willemann   |       | UDI   | Maire d'Hochstatt                |

#### Communautés de communes interdépartementale
| Intercommunalité                               | Président                  | Parti | Parti | Fonctions municipales |
| ---------------------------------------------- | -------------------------- | ----- | ----- | --------------------- |
| Communauté de communes du Ried de Marckolsheim | Frédéric Pfliegersdoerffer |       | DVD   | Maire de Marckolsheim |

## Elections

### VeRépublique

#### Élections législatives
|      |      |      |      |      |      |      |      |      | 1re                                                | 1re                                                | 2e                                                 | 2e                                                 | 3e                                                 | 3e                                                 | 4e                                                 | 4e                                                 | 5e                                                 | 5e                                                 | 6e                                                 | 6e                                                 | 7e                                                 | 7e                                                 |
| ---- | ---- | ---- | ---- | ---- | ---- | ---- | ---- | ---- | -------------------------------------------------- | -------------------------------------------------- | -------------------------------------------------- | -------------------------------------------------- | -------------------------------------------------- | -------------------------------------------------- | -------------------------------------------------- | -------------------------------------------------- | -------------------------------------------------- | -------------------------------------------------- | -------------------------------------------------- | -------------------------------------------------- | -------------------------------------------------- | -------------------------------------------------- |
| 2024 | 2024 | 2024 | 2024 | 2024 | 2024 | 2024 | 2024 | 2024 |                                                    | RE                                                 |                                                    | MoDem                                              |                                                    | HOR                                                |                                                    | LR                                                 |                                                    | Agir                                               |                                                    | MoDem                                              |                                                    |                                                    |
| 2022 | 2022 | 2022 | 2022 | 2022 | 2022 | 2022 | 2022 | 2022 |                                                    | LREM                                               |                                                    | MoDem                                              |                                                    | HOR                                                |                                                    | LR                                                 |                                                    | Agir                                               |                                                    | MoDem                                              |                                                    |                                                    |
| 2017 | 2017 | 2017 | 2017 | 2017 | 2017 | 2017 | 2017 | 2017 |                                                    | LR                                                 |                                                    | LR                                                 |                                                    | LR                                                 |                                                    | LR                                                 |                                                    | DVD                                                |                                                    | LREM                                               |                                                    |                                                    |
| 2012 | 2012 | 2012 | 2012 | 2012 | 2012 | 2012 | 2012 | 2012 |                                                    | UMP                                                |                                                    | UMP                                                |                                                    | UMP                                                |                                                    | UMP                                                |                                                    | UMP                                                |                                                    | NC                                                 |                                                    |                                                    |
| 2007 | 2007 | 2007 | 2007 | 2007 | 2007 | 2007 | 2007 | 2007 |                                                    | UMP                                                |                                                    | UMP                                                |                                                    | UMP                                                |                                                    | UMP                                                |                                                    | UMP                                                |                                                    | NC                                                 |                                                    | UMP                                                |
| 2002 | 2002 | 2002 | 2002 | 2002 | 2002 | 2002 | 2002 | 2002 |                                                    | UMP                                                |                                                    | UMP                                                |                                                    | UMP                                                |                                                    | UMP                                                |                                                    | UMP                                                |                                                    | UDF                                                |                                                    | UMP                                                |
| 1997 | 1997 | 1997 | 1997 | 1997 | 1997 | 1997 | 1997 | 1997 |                                                    | RPR                                                |                                                    | DVD                                                |                                                    | RPR                                                |                                                    | RPR                                                |                                                    | PS                                                 |                                                    | UDF                                                |                                                    | PS                                                 |
| 1993 | 1993 | 1993 | 1993 | 1993 | 1993 | 1993 | 1993 | 1993 |                                                    | RPR                                                |                                                    | UDF                                                |                                                    | RPR                                                |                                                    | RPR                                                |                                                    | UDF                                                |                                                    | UDF                                                |                                                    | RPR                                                |
| 1988 | 1988 | 1988 | 1988 | 1988 | 1988 | 1988 | 1988 | 1988 |                                                    | UDF                                                |                                                    | UDF                                                |                                                    | RPR                                                |                                                    | RPR                                                |                                                    | PS                                                 |                                                    | UDF                                                |                                                    | PS                                                 |
| 1986 | 1986 | 1986 | 1986 | 1986 | 1986 | 1986 | 1986 | 1986 | Scrutin proportionnel plurinominal par département | Scrutin proportionnel plurinominal par département | Scrutin proportionnel plurinominal par département | Scrutin proportionnel plurinominal par département | Scrutin proportionnel plurinominal par département | Scrutin proportionnel plurinominal par département | Scrutin proportionnel plurinominal par département | Scrutin proportionnel plurinominal par département | Scrutin proportionnel plurinominal par département | Scrutin proportionnel plurinominal par département | Scrutin proportionnel plurinominal par département | Scrutin proportionnel plurinominal par département | Scrutin proportionnel plurinominal par département | Scrutin proportionnel plurinominal par département |
| 1981 | 1981 | 1981 | 1981 | 1981 | 1981 | 1981 | 1981 | 1981 |                                                    | UDF                                                |                                                    | RPR                                                |                                                    | RPR                                                |                                                    | PS                                                 |                                                    | RPR                                                |                                                    |                                                    |                                                    |                                                    |
| 1978 | 1978 | 1978 | 1978 | 1978 | 1978 | 1978 | 1978 | 1978 |                                                    | UDF                                                |                                                    | RPR                                                |                                                    | RPR                                                |                                                    | UDF                                                |                                                    | RPR                                                |                                                    |                                                    |                                                    |                                                    |
| 1973 | 1973 | 1973 | 1973 | 1973 | 1973 | 1973 | 1973 | 1973 |                                                    | MR                                                 |                                                    | UDR                                                |                                                    | UDR                                                |                                                    | MR                                                 |                                                    | UDR                                                |                                                    |                                                    |                                                    |                                                    |
| 1968 | 1968 | 1968 | 1968 | 1968 | 1968 | 1968 | 1968 | 1968 |                                                    | UDR                                                |                                                    | UDR                                                |                                                    | UDR                                                |                                                    | UDR                                                |                                                    | UDR                                                |                                                    |                                                    |                                                    |                                                    |
| 1967 | 1967 | 1967 | 1967 | 1967 | 1967 | 1967 | 1967 | 1967 |                                                    | UD-Ve                                              |                                                    | UD-Ve                                              |                                                    | UD-Ve                                              |                                                    | UD-Ve                                              |                                                    | UD-Ve                                              |                                                    |                                                    |                                                    |                                                    |
| 1962 | 1962 | 1962 | 1962 | 1962 | 1962 | 1962 | 1962 | 1962 |                                                    | UNR-UDT                                            |                                                    | UNR-UDT                                            |                                                    | UNR-UDT                                            |                                                    | UNR-UDT                                            |                                                    | UNR-UDT                                            |                                                    |                                                    |                                                    |                                                    |
| 1958 | 1958 | 1958 | 1958 | 1958 | 1958 | 1958 | 1958 | 1958 |                                                    | UNR                                                |                                                    | UNR                                                |                                                    | UNR                                                |                                                    | SFIO                                               |                                                    | MRP                                                |                                                    |                                                    |                                                    |                                                    |